# 伊拉斯莫斯世界計劃
伊拉斯谟世界計劃（Erasmus Mundus）是「伊拉斯謨計劃」旗下的跨國多學位碩士項目。此一計劃以中世纪荷兰學者伊拉斯莫斯而命名；他在15世紀時曾經於歐洲各地的修道院學習。Mundus是拉丁文世界之意；Erasmus Mundus因此代表著伊拉斯谟計劃的國際版。本計劃首創於2003年12月5日；是年12月31日在歐洲聯盟的官方雜誌上公布成立；2004年1月20日定為正式名稱。此計劃下的多數學位課程稱為歐洲碩士（European Master）；學成後，學子將獲得雙碩士學位。

## 目標
主要的大目標乃根據歐洲聯盟的里斯本策略：使歐洲成為『世界最具競爭力與活力的知識經濟體，發展為具高品質和卓越成就的教育標竿』。為實現此一目標，伊拉斯谟世界計劃之下有百餘個碩士學位課程。所有課程可於歐洲委員會官方網站查詢。目標的細項則包含：
- 促進歐式的高等教育標準；
- 接納世界各地合格的大學畢業生和學者前來歐洲聯盟求學和吸取經驗；
- 提昇歐洲聯盟與第三國高等教育機構的合作；
- 提高歐洲高等教育的國際能見度。

## 認可程序
在歐洲聯盟會員國之中，如果某一高等教育機構的學位課程欲獲伊拉斯谟世界計劃的認可和主導，即須經由歐洲聯盟28個會員國之一、歐洲經濟區（歐洲經濟區）與EFTA國家（如冰島、列支敦斯登和挪威）、或申請入歐盟之國（如馬其頓和土耳其）至少3所國別不同的高等教育機構之聯合認可。經由Action 1通過以後，此一獲得聯合認可的高等教育機構即可與至少1所第三國的高等教育機構建立夥伴關係。透過伊拉斯谟世界計劃而來攻讀碩士學位的時間至少以1年為期，至多2年。相關的碩士課程可於由課程主持人審核的網頁上list of Erasmus Mundus programmes詳閱。

## 歐洲航太科技碩士
歐洲航太科技碩士（簡寫為EuMAS），即歐洲航空與太空科技碩士，是個航太工程系為期2年的理學碩士學位。首屆的24名學生、來自18國於2005年9月開始上課。
EuMAS乃欧洲空间局所支助，由5所大學聯合授課：義大利比薩大學、德國慕尼黑工業大學、西班牙马德里理工大学、法國國立土魯斯大學高等航空航太學院以及英國克蘭菲爾德大學。
前2屆的畢業生後來多於空中巴士、勞斯萊斯、歐洲太空總署、德國航太中心等任職，其餘則於世界其他頂尖大學繼續攻讀博士學位。
| 年屆 | 第一年的授課大學       | 第二年的授課大學                   |
| ---- | ---------------------- | ---------------------------------- |
| 2005 | 比薩大學（2005）       | 國立土魯斯高等航空航太學院（2006） |
| 2006 | 慕尼黑工業大學（2006） | 馬德里理工大學（2007）             |
| 2007 | 比薩大學（2007）       | 馬德里理工大學（2008）             |
| 2008 | 克萊菲爾德大學（2008） | 國立土魯斯高等航空航太學院（2009） |

EuMAS另外並成立了交流活躍的校友會 （页面存档备份，存于）。

## 歐洲水文資訊與水域管理碩士
歐洲水文資訊與水域管理碩士（Euro Hydro-Informatics and Water Management；簡稱為Euro Aquae）是個為期2年、由5所大學負責授課的理學碩士學位課程。首屆的16名學生於2004年9月開始上課。授課大學包括了：英國紐卡索大學、法國尼斯大学、德國布蘭登堡理工大學、匈牙利布達佩斯科技經濟大學以及西班牙加泰羅尼亞理工大學。Euro Aquae的官方網站乃董事會所參與編製，且擁有專屬的校友會。

## 歐洲計算邏輯碩士
歐洲計算邏輯碩士（European Masters Program in Computational Logic；簡寫為EMCL）是個為期2年、由4所大學負責授課的理學碩士學位課程。合作大學有:義大利博尔扎诺自由大学、德國德勒斯登工業大學(協調大學)、葡萄牙里斯本新大學、奧地利維也納工業大學、澳洲國家資通技術研究中心

## 歐洲軟體工程碩士
歐洲軟體工程碩士（European Master on Software Engineering；簡寫為EMSE），合作大學有:西班牙马德里理工大学(協調大學)、瑞典布萊金厄理工學院、義大利博尔扎诺自由大学、德國凱撒斯勞滕工業大學

## 歐洲運動與活動心理學碩士
歐洲運動與活動心理學碩士（European Masters in Sport and Exercise Psychology；簡寫為EMSEP）

## 外部連結
- European Commission ERASMUS MUNDUS website （页面存档备份，存于）
- The Education Audiovisual,& Culture Executive Agency (EACEA)（页面存档备份，存于）
- ERASMUS Student and Alumni Association （页面存档备份，存于）